# Toumtchévichté
Toumtchévichté (en macédonien Тумчевиште) est un village du nord-ouest de la Macédoine du Nord, situé dans la municipalité de Gostivar. Le village comptait 235 habitants en 2002.

## Démographie
Lors du recensement de 2002, le village comptait :
- Macédoniens : 235